# کیم ریچاردز
 کیم ریچاردز (انگلیسی: Kim Richards؛ زادهٔ ۱۹ سپتامبر ۱۹۶۴) هنرپیشه اهل ایالات متحده آمریکا است.
از فیلم‌هایی که وی در آن نقش داشته است می‌توان به حمله به کلانتری ۱۳ و مسابقه تا کوه جادوگران ، ناله مار سیاه اشاره کرد.